# David Verdaguer
Pour les articles homonymes, voir Verdaguer.
David Verdaguer, né le 28 septembre 1983 à Malgrat de Mar, dans la comarque du Maresme, est un acteur catalan.

## Biographie
David Verdaguer mène la majeure partie de sa carrière professionnelle en Catalogne, notamment à la télévision et au théâtre. Il commence à travailler à TV3, la télévision publique catalane, avant l'âge de 20 ans, avec de petits rôles dans des séries telles que El cor de la ciutat (2002-2003), Plats bruts (2001) et Ventdelplà (2005). En 2006, il rejoint en tant que reporter l'émission Alguna pregunta més?.
En 2008, il obtient son premier rôle régulier dans la série catalane Zoo, où il joue le rôle de Santi.
En 2009, il fait une brève apparition dans le film Tres dies amb la família, de Mar Coll. Cette année-là également, il dirige Prepara't per la TDT, une émission éducative destinée à informer les téléspectateurs sur l'arrêt de la télévision analogique et le passage à la TNT en Catalogne.
En 2011, il fait partie de la distribution du téléfilm en deux parties Barcelone, ville neutre, qui se déroule au début de la Première Guerre mondiale. Il fait aussi partie du casting de la deuxième saison de la série humoristique de TV3 La Sagrada Familia. Il participe à l'émission de la chaîne 33 Pop Ràpid avec Miki Esparbé et Alain Hernández.
Il joue dans deux saisons de la Web-série créée par Roger Coma Les coses grans dans le rôle de Ferrer. La série, dont la première saison est sortie en 2013, est jouée par Roger Coma, Mar Ulldemolins, Pep Ambròs et Margalida Grimalt. La deuxième saison débute en décembre 2015.
Entre 2013 et 2014, il participe aux shows humoristiques de la société de production Minoría Absoluta, Polònia et Crackòvia. Il y participe en tant qu'imitateur de personnages liés à la politique et au sport, tels que Ramón Espadaler, Neymar et Gareth Bale. Dans Crackòvia, il est également présentateur du programme avec Joan Rufas durant une saison.
En 2014, il joue aux côtés de Natalia Tena dans le film 10.000 km, premier long métrage du réalisateur catalan Carlos Marqués-Marcet, sur un scénario de Clara Roquet.  Sa performance, reconnue par les critiques au niveau international, lui permet de remporter le prix Gaudí du meilleur acteur. Il est également nommé aux Goya et au prix Feroz,,.
En 2015, il joue dans le premier film réalisé par Leticia Dolera, Requisitos para ser una persona normal, avec Leticia Dolera et Manuel Burque.
En 2016, il rejoint le casting de Nit i dia, un thriller de TV3 avec Clara Segura. Il joue Pol Ambrós, un médecin légiste qui travaille à l'institut médico-légal de Catalogne. La deuxième saison est présentée en avril 2017. 
Toujours en 2016, le thriller diplomatique La Embajada est diffusé par Antena 3. David Verdaguer y joue Romero, un journaliste qui dérange les habitants de l'ambassade d'Espagne à Bangkok. En novembre de la même année, il sort le film Don't blame karma, une adaptation du roman de Laura Norton avec Verónica Echegui et Álex García. Il est également l'un des protagonistes du film 100 mètres, réalisé par Marcel Barrena et interprété par Alexandra Jiménez et Dani Rovira.
Durant l'été 2017 sort le film Été 93, le premier long métrage de la réalisatrice Carla Simón, produit par María Zamora. David Verdaguer y joue aux côtés de Bruna Cusí et de la jeune Laia Artigas. Le film est présenté dans d'importants festivals de cinéma, tels que la Berlinale et le Festival de Malaga, obtenant un grand succès public et critique. Il est choisi en 2017 pour représenter l'Espagne aux Oscars.
En 2020, il intègre la distribution de Chez moi, thriller psychologique écrit et réalisé par Àlex et David Pastor.
En 2023, il joue le rôle du comédien Eugeni Jofra i Bafalluy dans le film biographique Saben aquell de David Trueba, aux côtés de Carolina Yuste dans le rôle de la chanteuse Conchita Alcaide.
En 2025, il est nommé aux Prix Gaudí en tant que meilleur acteur dans un second rôle pour le film El 47 de Marcel Barrena.

## Filmographie

### Télévision
- 2001 : Plats bruts
- 2002-2003 : El cor de la ciutat
- 2005 : Ventdelplà
- 2008 : Zoo
- 2009 : Prepara't per a la TDT
- 2011 :  Barcelone, ciutat neutral (Barcelone, ville neutre)
- 2011 : La Sagrada familia
- 2011-2013 : Pop ràpid
- 2012-2014 : Crackòvia
- 2013-2014 : Polònia
- 2013-2016 : Les coses grans
- 2016 : Em dec Manel!
- 2016 : La Embajada
- 2016-2017 : Nit i dia
- 2017-2018 :  Les molèsties
- 2019 : Vida perfecta (Vie parfaite)
- 2020 : Tabús

### Longs métrages
- 2014 : 10.000 km de Carlos Marqués-Marcet
- 2015 : Requisitos para ser una persona normal de Leticia Dolera
- 2016 : 100 mètres de Marcel Barrena
- 2017 : Été 93 (Estiu 1993) de Carla Simón
- 2019 : Els dies que vindran
- 2019 : Les Coming Out (Salir del ropero), avec Rosa Maria Sardà et Verónica Forqué, disparues toutes deux après le tournage[25].
- 2020 : Uno para todos
- 2020 : Chez moi  d'Àlex et David Pastor
- 2023 : Saben aquell de David Trueba
- 2024: El 47 de Marcel Barrena

## Théâtre
- 2002-2003: Estercolàcies I et II
- 2004: Com a Casa-sses
- 2004: Baal
- 2004: Mini-mal Show
- 2004-2005: Sel·lagineles (ou la tragèdia d'una cabra)
- 2005-2006: Bartleby
- 2006: Sam
- 2006: Délire.
- 2006: La cantant calba & La cantant calba al McDonald's
- 2006: Boris I (El rei d'Andorra)
- 2008: mensonge!
- 2008-2009: Sexe, amour et littérature
- 2009: Un tramvia anomenat Desig
- 2009: La silibararera
- 2009: Le Syndrome
- 2009-2010: La Double Vie d'en John .
- 2011: Huis clos (A porta tancada)
- 2011: Le syndrome de Bucay
- 2011: My Way
- 2011: Els bojos del scalpel
- 2012-2013: Litus ,
- 2012: Nous enseignerons nos trois remplissages pour le nit arrivé l'home del sac
- 2013: La révolution ne sera pas tweetée
- 2013-2014: Moby Dick, un viatge pel teatre
- 2013-2015: Deux mâles verts frits
- 2014-2015: El caballero de Olmedo
- 2014: Les golfes del Maldà .
- 2014: Victòria d'Enric V
- 2015: Somni americà
- 2015: Frank V (Opereta d'una Banca Privada)
- 2015: L'onzena plaga
- 2015: Molt soroll per no res

## Distinctions

### Récompenses
- Prix Gaudi 2014 : prix du meilleur acteur pour 10 000 km
- Prix Feroz 2018 : prix du meilleur acteur dans un second rôle pour Été 93[26],[27]
- Prix Goya 2018 : prix du meilleur acteur dans un second rôle pour Été 93
- Prix Goya 2024 : prix du meilleur acteur pour Saben aquell[28],[29]